# Marijan Žužej
Marijan Žužej (Maribor, 8 febbraio 1934 – Zagabria, 18 dicembre 2011) è stato un pallanuotista jugoslavo, vincitore, con la squadra del suo paese, della medaglia d'argento ai Giochi olimpici di Melbourne nel 1956. Con la selezione jugoslava partecipò anche ai Giochi olimpici di Roma nel 1960, cogliendo il quarto posto.e agli europei di Torino  1954 dove vinse la medaglia d'argento.
Con la calottina del Mladost Zagabria vinse tre edizioni della Coppa dei Campioni ed altrettanti campionati jugoslavi e coppe di Jugoslavia.